# Giờ

Nửa đêm trên đồng hồ điện tử 24-giờ

Giữa trưa trên đồng hồ

Giờ (tiếng Anh: hour; viết tắt là h) là một khoảng thời gian bằng 60 phút, hoặc bằng 3600 giây. Trong hệ đo lường quốc tế, giờ là đơn vị đo được suy ra từ đơn vị cơ bản giây theo định nghĩa trên. Trong cách hành văn hàng ngày một giờ còn nhiều khi được gọi là một tiếng đồng hồ hoặc một tiếng.
Giờ ban đầu được thành lập vào Cận Đông cổ đại như một biện pháp đo lường 1⁄12 của đêm hay ban ngày. Các giờ theo mùa, giờ theo thời gian hoặc giờ không bằng nhau thay đổi theo mùa và vĩ độ.
Giờ bằng nhau hoặc giờ đường phân điểm được thực hiện như là 1⁄24 thời gian trong ngày được đo từ trưa ngày này đến trưa ngày hôm sau; những thay đổi theo mùa nhỏ của đơn vị này cuối cùng đã được làm nhẵn bằng cách cho nó giá trị 1⁄24 của ngày mặt trời trung bình. Vì đơn vị này không cố định do sự biến đổi lâu dài trong chuyển động quay của Trái Đất, giờ cuối cùng được tách ra khỏi chuyển động quay của Trái Đất và được định nghĩa theo nguyên tử hoặc giây vật lý.
Trong hệ mét hiện đại, giờ là một đơn vị thời gian được chấp nhận được định nghĩa là 3.600 giây nguyên tử. Tuy nhiên, trong những trường hợp hiếm hoi, một giờ có thể kết hợp một giây nhuận dương hoặc âm,  làm cho nó kéo dài 3.599 hoặc 3.601 giây, để giữ nó trong vòng 0,9 giây so với UT1, dựa trên các phép đo của ngày mặt trời trung bình.

## Lịch sử

### Cổ đại
Người Hy Lạp và La Mã cổ đại ban đầu chia ngày thành 12 giờ và ban đêm thành 3 hoặc 4 canh đêm. Nhà thiên văn học Hy Lạp Andronicus ở Cyrrhus đã giám sát việc xây dựng một horologion gọi là Tháp Gió ở Athens trong thế kỷ 1 TCN. Cấu trúc này theo dõi một ngày 24 giờ bằng cách sử dụng cả đồng hồ mặt trời và chỉ số giờ cơ học. Ban đêm sau đó cũng được chia thành 12 giờ.
Khái niệm giờ kinh điển đã được đưa vào Cơ đốc giáo ban đầu từ Do Thái giáo Đền thờ thứ hai. Đến năm 60 sau Công nguyên, Didache khuyến nghị các môn đồ cầu nguyện Kinh Lạy Cha ba lần một ngày; thực hành này cũng được tìm thấy trong các giờ kinh điển. Vào thế kỷ thứ hai và thứ ba, các Giáo phụ như Clement ở Alexandria, Origen, và Tertullian đã viết về việc thực hành Kinh Sáng và Tối, và những lời cầu nguyện vào các giờ thứ ba, thứ sáu và thứ chín. Trong nhà thờ đầu tiên, trong đêm trước mỗi lễ, một lễ canh thức được giữ. Từ "Canh thức", lúc đầu được áp dụng cho Văn phòng Ban đêm, xuất phát từ một nguồn tiếng Latinh, cụ thể là Vigiliae hoặc đồng hồ ban đêm hoặc canh gác của binh lính. Đêm từ sáu giờ tối đến sáu giờ sáng được chia thành bốn canh hoặc canh ba giờ, canh một, canh hai, canh ba và canh tư.
Horae ban đầu là hiện thân của các khía cạnh theo mùa của tự nhiên, không phải thời gian trong ngày. Danh sách mười hai Horae đại diện cho mười hai giờ trong ngày chỉ được ghi lại trong Late Antiquity, bởi Nonnus. Horae thứ nhất và thứ mười hai đã được thêm vào bộ mười canh giờ ban đầu:
- 1. Auge (ánh sáng đầu tiên), 2. Anatole (mặt trời mọc), 3. Mousike (giờ học và âm nhạc buổi sáng), 4. Gymnastike (giờ tập thể dục buổi sáng), 5. Nymphe (giờ xảy ra buổi sáng), 6. Mesembria (buổi trưa), 7. Sponde (thời gian sau bữa trưa), 8. Elete (cầu nguyện), 9. Akte (ăn uống và niềm vui), 10. Hesperis (bắt đầu buổi tối), 11. Dysis (hoàng hôn), 12. Arktos (bầu trời đêm).

### Lưỡng Hà
Giờ của Sumer và Babylonia chia ngày và đêm thành 24 giờ bằng nhau, đếm từ lúc mặt trời mọc.

### Ai Cập
Người Ai Cập cổ đại bắt đầu chia buổi tối thành wnwt một thời gian nào đó trước khi biên soạn Văn bản Kim tự tháp Vương triều V in the 24th century TCN. Vào năm 2150 TCN (Vương triều IX), sơ đồ sao trong nắp quan tài Ai Cập—còn được biết đến là "lịch đường chéo" hoặc "đồng hồ sao"—có chính xác 12 ngôi sao. Clagett viết rằng "chắc chắn" bộ phân chia buổi đêm này theo sau việc thông qua lịch dân sự Ai Cập, thường đặt năm 2800 TCN làm cơ sở phân tích chu kỳ Sothic, nhưng âm lịch có lẽ bắt đầu từ trước đó rất lâu và cũng có 12 tháng tháng trong mỗi năm của nó. Sơ đồ quan tài cho thấy rằng người Ai Cập ghi chép về sự mọc cùng Mặt Trời của 36 ngôi sao hoặc chòm sao (bây giờ được biết đến là "decan"), một cho mỗi "tuần" mười-ngày của lịch dân sự của họ. (12 bộ của "tam giác decan" thay thế đã được sử dụng cho 5 ngày nhuận giữa các năm.) mỗi tối, việc mọc của 11 decan được ghi chép, chia buổi tối thành 12 phần mỗi phần dài 40 phút. (bảy ngôi sao khác cũng được ghi chép lại bởi người Ai Cập trong lúc hoàng hôn và trước rạng đông, nhưng chúng không quan trọng cho việc phân chia thời gian.) Những decan nguyên bản từng được sử dụng bởi Ai Cập đã thay đổi đáng kể khỏi vị trí của chúng trong khoảng thời gian vài thế kỷ. Vào thời điểm Amenhotep III (1350 TCN), các linh mục ở Karnak từng sử dụng đồng hồ nước để xác định giờ. Đồng hồ nước được lấp đầy đến đỉnh điểm lúc hoàng hôn và giờ được xác định bằng cách so sánh mực nước với mười hai mức đo của nó, mỗi mức cho một tháng trong năm. Trong khoảng thời gian Tân Vương quốc Ai Cập, một hệ decan khác được sử dụng, được làm từ 24 trong vòng 1 năm và 12 ngôi sao mỗi đêm.

### Đông Nam Á
Ở Thái Lan, Lào, và Campuchia, hệ tính giờ truyền thống là đồng hồ sáu-giờ. 7 giờ sáng là giờ đầu tiên của nửa đầu tiên của ban ngày; 1 giờ chiều là giờ đầu tiên của nửa sau của ban ngày; 7 giờ tối là giờ đầu tiên của nửa đầu tiên của ban đêm; và 1 giờ sáng là giờ đầu tiên của nửa sau của ban đêm. Hệ thống này tồn tại ở Vương quốc Ayutthaya, tạo ra áp dụng thực tế bằng cách thông báo công cộng giờ ban ngày với chiêng và giờ ban đêm với trống. Nó được loại bỏ ở Lào và Campuchia trong thời kỳ Pháp thuộc và hiện giờ không còn phổ biến. Hệ thống của Thái Lan vẫn còn được sử dụng không chính thức theo điều lệ của Chulalongkorn đại đế năm 1901.